# GMM 25
GMM 25，是泰國的一條地面數碼電視頻道，由演藝公司GMM Grammy持有。此頻道製作各種節目予觀眾收看，包括電視劇、音樂節目、新聞等，亦有為年輕人製作的娛樂節目。
2013年12月，GMM Grammy在獲得國家廣播電視委員會頒發的數碼電視牌照後，於2014年5月25日啟播此頻道。此頻道與線上電視台Line TV有合作關係，不少熱門的電視劇皆為兩台合作製作及同時播出。而GMM 25亦與香港串流平台Viu有合作關係，提供電視劇予該平台播出。自2020年起，GMMTV所製作的電視劇系列只會在此電視台播放。

## 合作伙伴
- CHANGE2561[5]

## 外部連結
- GMM 25官方網站（页面存档备份，存于）
- GMM 25的新浪微博
- GMM 25的Instagram帳戶
- GMM 25的Facebook專頁
- GMM 25的X（前Twitter）
- YouTube上的GMM 25頻道